# Alfred Fox
Alfred Fox, (9 septembre 1794 – 20 mai 1874)  de Falmouth, Cornouailles, Angleterre, Royaume-Uni, est un propriétaire et industriel de Glendurgan Garden, maintenant propriété du National Trust, et est membre de la famille Quaker Fox de Falmouth.

## Activités commerciales
Il dirige la pêche et l'entreprise de salage et d'exportation de sardines de la famille Fox. Il est également impliqué dans les activités de Courtage à Falmouth, de Fonderie du fer à Perranarworthal. Il dirige aussi les Falmouth Docks : en 1859, il est élu président des administrateurs de la société autorisée par le Parlement à améliorer Falmouth Docks  et en 1861, il est président du conseil d'administration de la société Falmouth Docks, lors de l'émission de 144 700 actions. Il dirige aussi des activités d'extraction et fusion d'étain et de cuivre, en Cournouailles et dans le sud du Pays de Galles, à Neath Abbey .
Il est vice-consul des États-Unis à Falmouth, 1858-1865 et consul à Falmouth, 1863-1874 . Il est consul à Falmouth pour la Belgique et vice-consul pour la Russie, l'Italie, l'Autriche, le Danemark, Hanovre, Mecklembourg, les villes hanséennes, la Grèce, le Brésil, l'Argentine et le Mexique .

## Activités scientifiques
Alfred Fox, son cousin, George Croker Fox (1784–1850) et son frère, Robert Were Fox le Jeune (en), ont réuni d'excellentes collections de minéraux, qui se trouvent maintenant au British Museum (Natural History), donné par Arthur Russell .

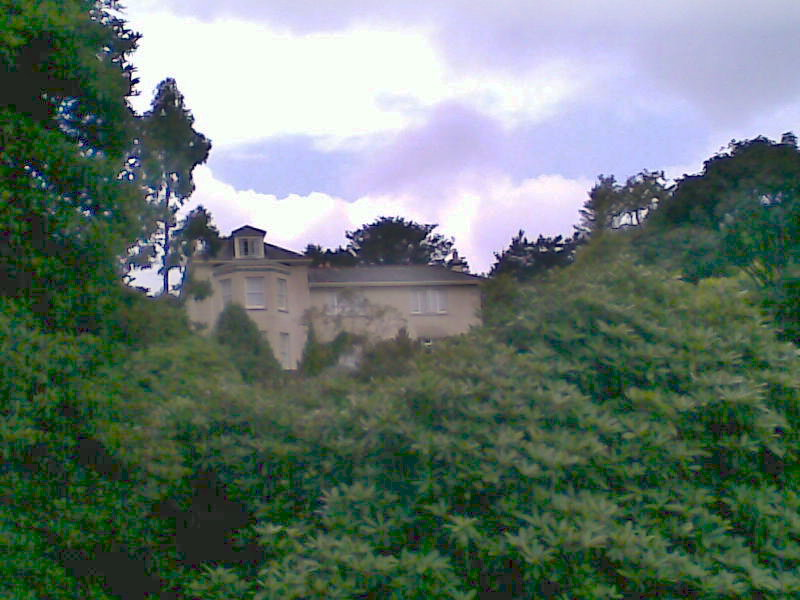
Glendurgan House

## Famille
Il est le quatrième fils de Robert Were Fox l'Ainé (en) (1754–1818) et de son épouse, Elizabeth Tregelles (1768 – 1849). Il a dix frères et sœurs.
Il épouse Sarah Lloyd le 16 mai 1828  et ils ont douze enfants: 
- Alfred Lloyd Fox (26 mai 1829 – 23 juin 1885), épouse Mary Jane Fox (décédée le 21 octobre 1919) [8]
- Theodore Fox (4 avril 1831 – 27 septembre 1899). Marié à Harriet Howell Kirkbridge[9].
- Rachel Elizabeth Fox (6 février 1833 – 18 août 1923)[10], qui épouse Samuel Lindoe Fox (16 juin 1830 – 22 novembre 1862)[11], en 1854 et se remarie avec Philip Debell Tuckett (1833 – 1894) en 1867[12].
- Sarah Charlotte Fox (15 mars 1834). Le 27 octobre 1852, elle épouse Sir Robert Fowler (1er baronnet), (12 septembre 1828 – 22 mai 1891), un banquier, député de Penryn et Falmouth – député conservateur de la ville de Londres – et Lord Maire de Londres. Il est créé baronnet en 1885
- Mary Fox, (11 août 1835 – 3 août 1892) [13] qui épouse Joseph Whitwell Pease (1828 – 1903) 1er baronnet de Hutton Lowcross et Pinchinthorpe.
- Howard Fox (en) (10 décembre 1836 – 15 novembre 1922). Marié à Olivia Blanche Orme[14]. Consul américain 1874-1875[15].
- Helen Maria Fox (17 novembre 1838 – 1er mai 1928). Épouse John William Pease (1836–1901).
- Lucy Anna Fox, (5 octobre 1841 – 26 décembre 1934) [16] qui épouse Thomas Hodgkin (29 juillet 1831 – 2 mars 1913), banquier et historien le 7 août 1861
- Charles William Fox (13 juin 1843 – 18 juin 1866)[17].
- George Henry Fox (27 septembre 1845 – 13 janvier 1931). Épouse Rachel Juliet Fowler (1858-30 août 1939)[18]. Ils ont sept enfants et ont vécu à Glendurgan à partir de 1938
- Wilson Lloyd Fox (27 janvier 1847 – 13 janvier 1936). Marié (1) Augusta Mary Rogers  (2) Constance Louis Grace Rogers [19]
- Sophia Lloyd Fox (28 septembre 1848 – 25 décembre 1870) [20]

Leur premier petit-fils, Samuel Middleton Fox décrit son enfance heureuse, avec une multitude de cousins germains dans son livre, Two homes (1925).